# Tugt & utugt 1 - Fra Victoria til farlig ungdom
|  | Denne artikel er oprettet af botten PalnaBot ud fra en ekstern database. Den kan derfor have sproglige fejl eller mangler. Denne skabelon kan fjernes efter kontrol af indholdet. |

Tugt & utugt 1 - Fra Victoria til farlig ungdom er en film instrueret af Torben Skjødt Jensen, Ghita Beckendorff.

## Handling
Fra Victoria til farlig ungdom. Sex er kommet for at blive, sagde Groucho Marx. Men moralens grænser og de erotiske billeder forandrer sig hele tiden. Hvem opstiller reglerne og med hvilken hensigt? I en fascinerende collage af interviews, pikante tegninger, arkivbilleder, filmklip og erotisk litteratur beretter filmen om synet på sex i det 20. århundrede i Danmark og Sverige. Den seksuelle revolution spejler samfundet, og del 1 af »Tugt og Utugt« handler om perioden fra 1900 til 1950 - fra victoriansk snerperi og hemmelige "franske" postkort over kvindelige rebeller og vovede nudistblade til den moralske oprustning under besættelsen og storbarmede kvindeidealer i 50'erne.